# I MISS YOU (LINDBERGの曲)
「I MISS YOU」（アイ・ミス・ユー）は、日本のロックバンドLINDBERGの9枚目のシングル。

## 概要
ミニ・アルバム『EXTRA FLIGHT』先行シングル。

## 収録曲
1. I MISS YOU (4:26)
作詞：渡瀬マキ / 作曲：平川達也 / 編曲：LINDBERG・井上龍仁
2. CASH CARD (3:58)
作詞：渡瀬マキ / 作曲：川添智久 / 編曲：LINDBERG・佐藤宣彦
3. I MISS YOU（カラオケ） (4:26)